# 251 Menlove Avenue
251 Menlove Avenue, també anomenat Mendips, és l'adreça de la casa de Liverpool on va passar la infantesa John Lennon, cantant i compositor dels Beatles.
L'edifici està conservat pel National Trust for Places of Historic Interest or Natural Beauty i catalogat com Monument Classificat de grau II.

## Residència de John Lennon
La propietat és a Woolton, Liverpool. Fou construïda l'any 1933 per una empresa de constructors ("Jones") que va construir moltes de les cases de l'àrea, que eren totes d'estil similar i els van donar noms per atraure compradors de classe mitjana. Va pertànyer a la Tia Mimi i el seu marit George Smith, que van anar a viure a Mendips després que els seus propietaris desocupessin la casa durant la Segona Guerra Mundial i mai no hi tornessin.
Lennon va anar a viure allà al juliol de 1946 a l'edat de cinc anys. S'hi va traslladar des del 9 Newcastle Road, en el suburbi proper de Wavertree.
Lennon va viure a Mendips després que la seva mare, qui vivia amb el seu xicot, el va persuadir que estaria més bé amb els seus oncles Mimi i George, i que aquests cuidarien d'ell. Es va quedar a Mendips fins a mitjans de 1963 quan tenia 22 anys.

## Adquisició per part del National Trust
Malgrat haver adquirit la residència d'infantesa (20 Forthlin Road) de Paul McCartney, el National Trust no va mostrar interès per adquirir la propietat de Menlove Avenue, adduint que, a diferència de la casa de McCartney, cap cançó dels Beatles havia estat composta a Mendips. Tanmateix, McCartney recorda com a mínim una cançó, "I'll Get You," va ser escrita allà.
Durant el rodatge de la pel·lícula de televisió americana In His Life: The John Lennon Story del 2000, el llavors propietari de la casa va permetre la filmació de pel·lícula a l'interior, i també els va permetre abatre una paret per fer lloc per les càmeres. Això va provocar que 150 maons que es van treure llavors, més tard fossin venuts a fans dels Beatles.
El 7 de desembre de 2000, exactament 20 anys després de la mort de John Lennon, 251 Menlove Avenue va ser adornada amb una placa del Patrimoni anglès que porta el text "JOHN LENNON 1940–1980 Músic i compositor va viure aquí 1945–1963".
El març del 2002, la casa va ser comprada per la vídua de Lennon, Yoko Ono, i donada al National Trust, per tal de salvar la propietat de l'enderroc amb fins especuladors. La casa fou llavors restaurada a l'aspecte que tenia els anys 1950, i a una roda de premsa de març del 2003, el National Trust va anunciar que la feina de restauració era acabada i la casa seria oberta al públic, Yoko Ono va dir: "Quan la casa de John fou posada en venda vaig voler que fos per les persones de Liverpool i pels aficionats dels Beatles a tot el món."
El febrer de 2012, tant aquesta casa com la de Paul McCartney foren incloses al llistat del Patrimoni anglès.

## Dins la cultura de pop
- La casa va ser presentada en la coberta del single d'Oasis "Live Forever".
- Menlove Ave. És un àlbum de John Lennon, editat postúmament l'any 1986 sota la supervisió de Yoko Ono.